# Luisiana
Luisiana ist eine philippinische Stadtgemeinde in der Provinz Laguna, in der Verwaltungsregion IV, Calabarzon. Sie hat 19.720 Einwohner (Zensus 1. August 2015), die in 23 Barangays lebten. Sie wird als Gemeinde der vierten Einkommensklasse auf den Philippinen und als teilweise urbanisiert eingestuft. 
Luisianas Nachbargemeinden sind Majayjay im Westen, Cavinti im Norden, Sampaloc und Lucban im Süden und Südosten. Die Topographie der Stadt ist gekennzeichnet durch Flachländer, sanfthügelige  und gebirgige Landschaften.

## Baranggays
| - De La Paz - Barangay Zone I (Pob.) - Barangay Zone II (Pob.) - Barangay Zone III (Pob.) - Barangay Zone IV (Pob.) - Barangay Zone V (Pob.) - Barangay Zone VI (Pob.) - Barangay Zone VII (Pob.) - Barangay Zone VIII (Pob.) - San Antonio - San Buenaventura - San Diégo | - San Isidro - San José - San Juan - San Luis - San Pablo - San Pedro - San Rafael - San Roque - San Salvador - Santo Domingo - Santo Tomás |

## Weblink
- Informationen der Philippine Statistics Authority über Luisiana